# Fläskkvartetten
Fläskkvartetten eller Fleshquartet är en svensk musikgrupp, bildad 1983.  Sättningen består av elektrifierade stråkinstrument och slagverk. Fläskkvartettens namn är en anspelning på den mer traditionella stråkensemblen Freskkvartetten.
Stilen är svår att genrebestämma, med influenser från symfonisk musik såväl som rock. Bandet har turnerat flitigt och har gjort musik till teater, film och TV, samt spelat på många svenska skivor.
Man har genom åren samarbetat med så olika artister som Freddie Wadling, Stina Nordenstam, Joakim Thåström, Robyn, Titiyo, Västerås Sinfonietta, Theodor Jensen, Christian Walz, Tim Wolde, Tant Strul och Ane Brun.

## Historia
Medlemmarna Örjan Högberg, Jonas Lindgren och Mattias Helldén träffades på Kungliga Musikhögskolan i Stockholm som unga på 70-talet.  
Bandet bidrog med stråkar på Imperiets singel Alltid Rött, Alltid Rätt och på skivan Synd. De följde även med på Imperiets efterföljande turné. Det var Imperiet som ville ha ett namn på bandet och då myntades namnet Fläskkvartetten. Det var mest ett skämt och syftade på Freskkvartetten samt att Thåström hade sagt ”Fläska på, grabbar!”. Fläskkvartetten bestod av Jonas Lindgren (violin), Örjan Högberg (viola), Mattias Helldén och Sebastian Öberg (cello). På slagverk rekryterades Johan Söderberg som ganska snart blev en fast medlem i bandet. Sedan tog man in Morgan Ågren på trummor och de körde med två trummisar ett tag tills Ågren slutade. I juni 1986 spelade Fläskkvartetten in skivan Bracelli tillsammans med den amerikanska kompositören Moondog i Bromma kyrka.1987 var de husband i ungdoms-tv-programmet Daily Live, där de fick sitt publika genombrott. Fläskkvartetten gav även samma år ut ett minialbum Meat Beat/Kött Bit.
År 1988 gav Fläskkvartetten ut sitt första album i fullt format betitlat What's your pleasure? Här medverkade sångaren Freddie Wadling för första gången på tre låtar, bl.a. den personliga tolkningen av Over the Rainbow som också blev en hit. På skivan fanns också filmmusiken till Suzanne Ostens Livsfarlig film. Wadling och Fläskkvartetten bidrog också med två låtar på hyllningsskivan Den Flygande Holländaren. Fläskkvartetten fick 1990 en Grammis för plattan Goodbye Sweden i kategorin ”Bästa instrumentalalbum”.
Sina största kommersiella framgångar hade Fläskkvartetten 1993, nu som Fleshquartet, med albumet Flow (försäljningslistans plats 24) och 1996 års Fire Fire (försäljningslistans plats 9). Båda producerades av Bomkrash. Flow fick en grammis för "Årets album" och på skivan fick Wadling hjälp av ett antal gästsångare: Zak Tell (Clawfinger), Stina Nordenstam och rapparen Tim Wolde. Thåström sjöng på låten We're all Happy. 
1998 tillkom Christian Olsson (slagverk). Samma år kom Jag ger vad som helst för lite solsken. Det var den första skivan med texter helt på svenska av Wadling och Thomas Öberg. Sångerskan Nina Persson sjöng duett med Wadling i låten Som Glas och skivan blev också nominerad till en Grammis men vann inte. Fläskkvartetten turnerade flitigt och spelade bl.a. på Hultsfredfestivalen 1990, 1994, 1997 och 1999.
Den 15 maj 2000 framförde Fläskkvartetten tillsammans med poeten Bruno K. Öijer dennes dikt "En Gång Blommade Trädet" på Polarprisgalan som en hyllning till pristagaren Bob Dylan. 
Gruppens skivbolag kom sedan med ett förslag. De tyckte att Fläskkvartetten skulle göra en ny vokalplatta med olika kända sångare. Det växte fram ett album, Voices of Eden. De fick låna Turisthotellet i Mölle under en period i januari 2005. Då bjöd Fläskkvartetten dit flera av de sångare som kom med på plattan och de lade också de flesta grunderna till skivan. Originalmedlemmen Jonas Lindgren drog sig dock ur bandet på grund av musikaliska meningsskiljaktigheter. Med skivbolaget Universal i ryggen hade Fläskkvartetten fått en uppbackning de tidigare saknat. På Voices of Eden sjöng Christian Walz, Robyn, Titityo, Johan Renck, Daniel Bellqvist, Thåström, Anna Ternheim, Andreas Mattsson, Nicolai Dunger, Theodor Jensen och Wadling. Den sistnämnde hade Fläskkvartetten inte jobbat med sedan Jag gör vad som helst för lite solsken 1998. Fläskkvartetten fortsatte spela och arrangera musik med andra artister, bl.a. Nils Landgren och Anne Sofie von Otter. De gjorde 2014 musiken till tv-serien Blå ögon.
Under våren 2017 uppstod en rättstvist kring gruppnamnet och gruppen var under en tid splittrad. I juni samma år förlikades gruppen (i form av Högberg, Helldén och Olsson) och Öberg om namnrättigheterna och fördelningen av gruppens framtida inkomster. På senare år har Fläskkvartetten nästan uteslutande skrivit för film, tv, teater och balett; bland annat för flera av koreografen Mats Eks föreställningar.

## Priser och utmärkelser
- 1990 – Grammis för Goodbye Sweden i kategorin "Årets instrumentalt"
- 1993 – Grammis för Flow i kategorin "Årets album"
- 2002 – Spelmannen
- 2002 – Stockholms stads hederspris

## Diskografi
- 1986 – Moondog Conducts Fläskkvartetten - Bracelli
- 1987 – Meat Beat / Kött Bit (minialbum)
- 1988 – What's Your Pleasure?
- 1990 – Goodbye Sweden
- 1992 – Fläskkvartetten Featuring Freddie Wadling Med Västerås Symfoni 1:a
- 1993 – Flow
- 1995 – Pärlor från svin
- 1996 – Fire Fire
- 1998 – Jag ger vad som helst för lite solsken
- 2000 – Love Go
- 2002 – Pärlor från svin 2
- 2003 – Vita Droppar (1987–1998) (samlingsalbum med Freddie Wadling)
- 2007 – Voices of Eden
- 2020 – Unepidemic Sound (Part 1) (EP digitalt)

## Filmmusik i urval
- 1993 – Det sociala arvet
- 1995 – Den täta elden (TV-serie)
- 1996 – Stålbadet
- 1997 – Tic Tac
- 1998 – Stockholmania
- 1999 – Dödsklockan
- 2002 – Stora teatern
- 2003 – Eiffeltornet
- 2003 – Solisterna (TV-serie)
- 2009 – Wallanderfilmerna 13-26
- 2014 - Tjockare än vatten (TV-serie)